# Eloeophila seticellula
Eloeophila seticellula is een tweevleugelige uit de familie steltmuggen (Limoniidae). De soort komt voor in het Nearctisch gebied.